# FK Cementarnica 55 Skopje
 (décembre 2023).
Si vous disposez d'ouvrages ou d'articles de référence ou si vous connaissez des sites web de qualité traitant du thème abordé ici, merci de compléter l'article en donnant les références utiles à sa vérifiabilité et en les liant à la section « Notes et références ».
Maillots
Dernière mise à jour : 5 février 2012.
Le Fudbalski Klub Cementarnica 55 Skopje (en macédonien : фудбалски клуб Цементарница 55 Скопје), plus couramment abrégé en Cementarnica 55 Skopje, est un club macédonien de football fondé en 1955 et basé dans la municipalité de Kisela Voda à Skopje, la capitale du pays.

## Historique
- 1955 : fondation du club
- 2003 : 1re participation à une Coupe d'Europe (C3) (saison 2003/04)

## Palmarès
| Compétitions nationales |
| --- |
| - Coupe de Macédoine (1) : - Vainqueur : 2002-2003. - Finaliste : 2001-2002. - Championnat de Macédoine de deuxième division (1) : - Champion : 2006-2007. |

## Personnalités du club

### Présidents
- Dragan Tomovski

### Entraîneurs
| - Alekso Mackov (1999 - 2000) - Zoran Stratev (2000 - 2003) - Žanko Savov (2003 - 2004) - Zoran Stratev (2004 - 2005) - Žanko Savov (juin 2005 - 1er novembre 2005) | - Zoran Rosić (1er novembre 2005 - 1er avril 2006) - Borce Hristov (1er avril 2006 - ?) - Dragi Stefanovski (juin 2007 - ?) - Saše Reatovski |

### Anciens joueurs
| - Marjan Gerasimovski (1995-1997 / 2002-2005) - Igor Kralevski (1998-2001) - Goran Hristovski (1999-2006 / 2007-???) - Aleksandar Vasoski (1999-2001) - Svetozar Stankovski (1999-2002) - Dejan Dimitrovski (1999-2004) - Vlatko Grozdanoski (1999-2003) | - Goran Stanić (2000-2001) - Darko Tasevski (2002-2003) - Almir Bajramovski (2003-2004) - Dejan Milosevski (2004-2006) - Gogo Jovcev (2005-2006) - Bozo Bozinovski (2005-2006) - Slavko Georgievski (2005-2006) |